# Hochborre

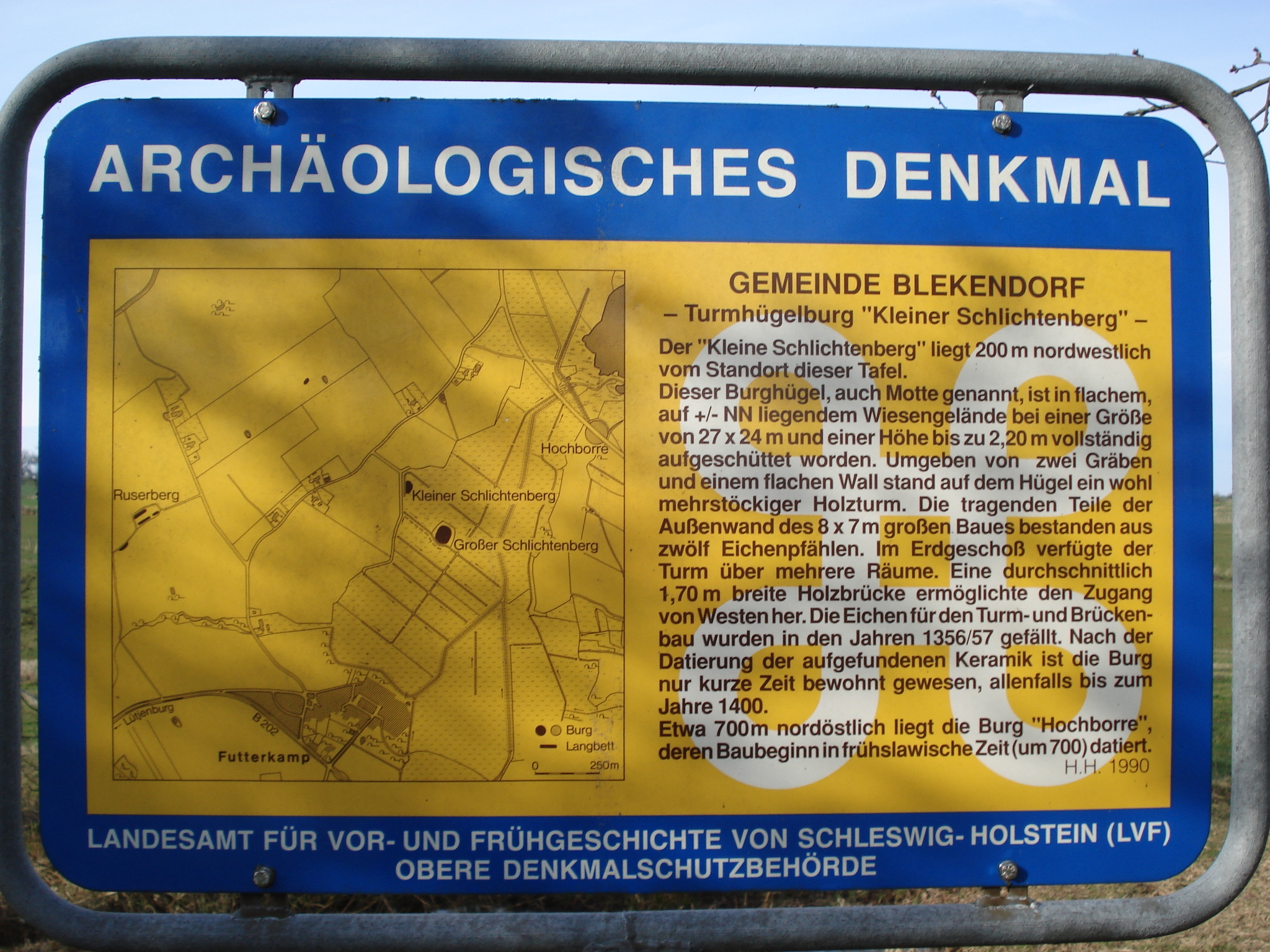
Die Übersichtstafel am Kleinen Schlichtenberg mit Informationen und der Lage von Hochborre

Als Hochborre wird der Rest einer slawischen Burganlage am Sehlendorfer Binnensee in der schleswig-holsteinischen Gemeinde Blekendorf im Kreis Plön bezeichnet.
Die Reste der Burg werden von der Straße von Hohwacht nach Sehlendorf/Kaköhl durchschnitten.
Die Burg hatte einen Durchmesser von etwa 30 m und wurde erhöht in der feuchten Niederung nahe dem Sehlendorfer Binnensee angelegt. Sie war von einem Wall umgeben.
Die Burg wurde von den slawischen Wagrier um 700 angelegt. Diese nutzen sie bis etwa 1130. Nach der Eroberung Wagriens wurde die Burg unter anderem durch die Holsten weitergenutzt. Die erste urkundliche Erwähnung stammt aus dem Jahr 1478, wenig später verfiel die Burg. Ihre Reste stehen als Bodendenkmal unter Denkmalschutz.